# Аким Тамиров
Аким Михайлович Тамиров (на руски: Аким Михайлович Тамиров; роден Ховаким; на арменски: Հովակիմ) е актьор от арменски произход; първият носител на награда Златен глобус за най-добър поддържащ актьор, два пъти номиниран за Оскар за най-добра поддържаща мъжка роля. 

## Биография
Аким Тамиров е роден в Тифлис, Руска империя (днешен Тбилиси, Грузия), в семейство на арменци. Завършва театрално изкуство в Москва, а през 1923 г. докато е на турне с театралната си трупа, посещава САЩ и решава да остане. Въпреки силния си руски акцент успява да създаде кариера в Холивуд, като участва в над 80 игрални филма.

## Кариера
Екранният дебют на Тамиров е през 1932 г. във филма „Окей, Америка!“ (Okay, America!), последван от няколко малки участия в различни филми. Първата му главна роля е в The General Died at Dawn (1936 г.) с Гари Купър; тази роля му носи и първата номинация за „Оскар за най-добра поддържаща мъжка роля“. За една от най-добрите му роли се счита участието му във филма Dangerous to Know (1938 г.).
В следващите години участва в множество продукции редом с големите филмови звезди на епохата: „Пиратът“ (The Buccaneer, 1938 г.) с Фредрик Марч, „Братята корсиканци“ (The Corsican Brothers, 1941 г.) с Дъглас Феърбанкс, „Тортила Флет“ (Tortilla Flat, 1942 г.) със Спенсър Трейси и Хеди Ламар, „За кого бие камбаната“ (For Whom the Bell Tolls, 1943 г.) с Гари Купър и Ингрид Бергман, за който получава още една номинация за „Оскар“, „Бандата на Оушън“ (Ocean's 11, 1960 г.) с Франк Синатра и Дийн Мартин, „Топкапъ“ (Topkapi, 1964 г.) с Питър Устинов. Дълги години работи съвместно с Орсън Уелс.

## Избрана филмография
| година | филм                  | оригинално заглавие             | роля           | режисьор        |
| ------ | --------------------- | ------------------------------- | -------------- | --------------- |
| 1939   | Юниън Пасифик         | Union Pacific                   | Фиеста         | Сесил Демил     |
| 1942   | Тортила Флет          | Tortilla Flat                   | Пабло          | Виктор Флеминг  |
| 1958   | За кого бие камбаната | For Whom the Bell Tolls         | Пабло          | Сам Ууд         |
| 1961   | Страшният съд         | Il giudizio universale          | Режисьора      | Виторио Де Сика |
| 1962   | Процесът              | The Trial                       | Блох           | Орсън Уелс      |
| 1964   | Топкапъ               | Topkapi                         | Жервен, готвач | Жул Дасен       |
| 1965   | Алфавил               | Alphaville                      | Хенри Диксън   | Жан-Люк Годар   |
| 1966   | След лисицата         | Caccia alla volpe/After the Fox | Окра           | Виторио Де Сика |
| 1966   | Хотел „Парадизо“      | Hotel Paradiso                  | Аниело         | Питър Гленвил   |